# Scytinostroma intextum
Scytinostroma intextum är en svampart. Scytinostroma intextum ingår i släktet Scytinostroma och familjen Lachnocladiaceae.

## Underarter
Arten delas in i följande underarter:
- magnisporum
- intextum